# Paragus sinicus
Paragus sinicus är en tvåvingeart som beskrevs av Sorokina och Cheng 2007. Paragus sinicus ingår i släktet stäppblomflugor, och familjen blomflugor. Inga underarter finns listade i Catalogue of Life.